# Tirreno-Adriatico 2001
De Tirreno-Adriatico 2001 was de 36ste editie van deze Italiaanse  wielerwedstrijd, die van 14 tot en met 21 maart 2001 werd gehouden. De rittenkoers begon in Sorrento, telde zeven etappes en een totale afstand van 1.155,2 kilometer. Van de 199 gestarte renners kwamen er 151 over de eindstreep. Titelverdediger was de Spanjaard Abraham Olano.

## Etappe-overzicht
| etappe | datum    | start              | finish                | afstand | winnaar           | klassementsleider |
| ------ | -------- | ------------------ | --------------------- | ------- | ----------------- | ----------------- |
| 1e     | 14 maart | Sorrento           | Sorrento              | 132 km  | Biagio Conte      | Biagio Conte      |
| 2e     | 15 maart | Sorrento           | Aversa                | 163 km  | Endrio Leoni      | Biagio Conte      |
| 3e     | 16 maart | Aversa             | Castelpetroso         | 161 km  | Markus Zberg      | Dmitri Konysjev   |
| 4e     | 17 maart | Isernia            | Celano                | 170 km  | Davide Rebellin   | Davide Rebellin   |
| 5e     | 18 maart | Campli             | Torricella Sicura     | 14,2 km | Roberto Petito    | Sergej Ivanov     |
| 6e     | 19 maart | Torre San Patrizio | Monte San Pietrangeli | 136 km  | Romāns Vainšteins | Sergej Ivanov     |
| 7e     | 20 maart | Fermo              | Ortezzano             | 223 km  | Michael Boogerd   | Davide Rebellin   |
| 8e     | 21 maart | San Benedetto      | San Benedetto         | 161 km  | Endrio Leoni      | Davide Rebellin   |

## Eindklassementen
| Algemeen klassement |                  |                              |           |
| Plaats              | Naam             | Ploeg                        | Tijd      |
| Blauwe trui         | Davide Rebellin  | Liquigas-Pata                | 29u41'09" |
| 2                   | Gabriele Colombo | Cantina Tollo Acqua & Sapone | +00'03"   |
| 3                   | Michael Boogerd  | Rabobank                     | +00'06"   |
| 4                   | Paolo Savoldelli | Saeco                        | +00'06"   |
| 5                   | David Plaza      | Festina                      | +00'08"   |
| 6                   | Roberto Petito   | Fassa Bortolo                | +00'13"   |
| 7                   | Oscar Camenzind  | Lampre-Daikin                | +00'27"   |
| 8                   | Beat Zberg       | Rabobank                     | +00'28"   |
| 9                   | Carlos Sastre    | ONCE                         | +00'34"   |
| 10                  | Ruslan Ivanov    | Alessio                      | +00'35"   |
|                     |                  |                              |           |
| 17                  | Peter Farazijn   | Cofidis                      | +00'57"   |

| Puntenklassement |                 |               |        |
| Plaats           | Naam            | Ploeg         | Punten |
| Groene trui      | Biagio Conte    | Saeco         | 33     |
| 2                | Davide Rebellin | Liquigas-Pata | 28     |
| 3                | Markus Zberg    | Rabobank      | 28     |

| Bergklassement |                |                              |        |
| Plaats         | Naam           | Ploeg                        | Punten |
| Rode trui      | Danilo Di Luca | Cantina Tollo Acqua & Sapone | 25     |
| 2              | Ivan Basso     | Fassa Bortolo                | 15     |
| 3              | Sergio Barbero | Lampre-Daikin                | 8      |

1966 · 1967 · 1968 · 1969 · 1970 · 1971 · 1972 · 1973 · 1974 · 1975 · 1976 · 1977 · 1978 · 1979 · 1980 · 1981 · 1982 · 1983 · 1984 · 1985 · 1986 · 1987 · 1988 · 1989 · 1990 · 1991 · 1992 · 1993 · 1994 · 1995 · 1996 · 1997 · 1998 · 1999 · 2000 · 2001 · 2002 · 2003 · 2004 · 2005 · 2006 · 2007 · 2008 · 2009 · 2010 · 2011 · 2012 · 2013 · 2014 · 2015 · 2016 · 2017 · 2018 · 2019 · 2020 · 2021 · 2022 · 2023 · 2024· 2025